# Kaghsi
Kaghsi ou Qaghsi (en arménien Քաղսի) est une communauté rurale du marz de Kotayk, en Arménie. Elle compte 2 285 habitants en 2008.